# 保羅·葛里克

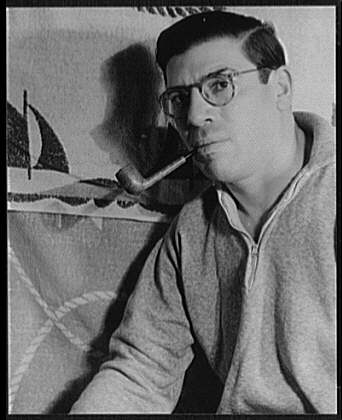
保羅·葛里克

保羅·葛里克（英語：Paul Gallico，1897年7月26日—1976年7月15日），美國小說家，短篇小說和體育作家。他的許多作品被改編為電影。

## 小說
- 雪鹅
- 海神號歷險記 (小說)